# سايجيمز بكتشرز
شركة سايجيمز بكتشرز المحدودة (باليابانية: 株式会社CygamesPictures، بالروماجي: Kabushiki-gaisha Saigēmusu Pikuchāzu) هو استوديو رسوم متحركة ياباني، تأسس في 5 أبريل عام 2016، ويقع مقره في ميتاكا في طوكيو.

## التأسيس
في عام 2015 أعلنت سايجيمز أنها أنشأت قسم إنتاج الرسوم المتحركة الخاص بها لإنتاج أنمي عن الألعاب الخاصة بها، وإنتاج الرسوم المتحركة الأصلية ايضًا. في عام 2016 أعلنت سايجيمز عن إنشاء استوديو خاص بها لإنتاج الأنمي اسمه سيغيم بكتشرز لإنشاء الرسوم المتحركة الخاصة بهم، في نفس الوقت الذي أصبح فيه قسم إنتاج الرسوم المتحركة جزءً من الاستوديو نفسه.

## أعمال الاستوديو

### مسلسلات أنمي تلفزيونية
- ماناريا فريندز (2019)[4]
- برنسسز كونكت! ري:ديف (2020 – مستمر)[5]

### أونا
- بليد رانيبر بلاك آوت 2022 (2017)[6]

## وصلات خارجية
- الموقع الرسمي باللغة اليابانية